# Sceloenopla lycoides
Sceloenopla lycoides es una especie de insecto coleóptero de la familia Chrysomelidae. Fue descrita científicamente en 1881 por Waterhouse.